# El Yadida
Mazagán o El Yadida (en árabe: الجديدة‎, en lenguas bereberes: ⴰⵍ-ⵊⴰⴷⵉⴷⴰ, en francés: El Jadida) es una ciudad portuaria de la costa atlántica de Marruecos, en la provincia de El Yadida. Tiene una población de 194 934 habitantes (censo de 2014).
Desde el mar, El Yadida no tiene una apariencia magrebí, sino unos enormes muros de piedra tallada, vestigios de su pasado colonial portugués como posesión portuguesa.

## Historia
Mazagán fue tomada en 1502 por los portugueses, que poseyeron la ciudad hasta 1769, cuando decidieron abandonarla. Sus habitantes fueron evacuados al Brasil, donde fundaron el nuevo asentamiento de Nova Mazagão (Amapá). Mazagán fue entonces tomada por el sultán Mohammed III de Marruecos y fue renombrada como El-Yadida. 
Según la Unesco, las más importantes edificaciones del periodo portugués son la fortificación, la Cisterna Portuguesa y la iglesia de la Asunción, ambos de estilo manuelino. La fortificación fue construida por el arquitecto cántabro Juan de Castillo entre 1541 y 1542.
|                                          |
| Ciudad fortificada de Mazagán/El-Yadida. |

|                                                                    |
| La cisterna dentro de la ciudadela construida por los portugueses. |

## Economía
Hoy en día, los principales productos que El-Yadida exporta son alubias, almendras, maíz, garbanzos, lana, pieles, cera y huevos; e importa algodón, azúcar, té y arroz.  La presencia de puertos y fábricas cercanas es causa de la contaminación de las playas de El-Yadida.
La moderna ciudad de Mogador —que contiene alguno de los más antiguos asentamientos fenicios hallados en Marruecos: las ruinas arqueológicas de Mogador— conecta con El-Yadida desde el sur por la carretera R301.

## Personajes nacidos de El-Yadida
- Cheïkh Chouaïb Doukkali, exministro de Justicia y presidente de la Corte de Apelación.
- Dris Chraibi, escritor.
- Dris Yetú, ex primer ministro.
- Abdelkebir Khatibi, escritor.

## Ciudades hermanadas
- Sintra, Portugal
- Nabeul, Túnez
- Varennes, Canadá
- Vierzon, Francia
- Sète, Francia
- Arenzano, Italia
- Tacoma, Estados Unidos
- Tovar, Venezuela